# Mérignac, Gironde
Mérignac là một xã trong tỉnh Gironde, thuộc vùng Nouvelle-Aquitaine của nước Pháp, có dân số là 61.992 người (thời điểm 1999).